# ジョンソン・トリビオン
ジョンソン・トリビオン（Johnson Toribiong、1946年7月22日 - ）は、パラオの政治家。同国大統領（第8代）。
パラオのアイライ州に生まれた。ワシントン大学法科大学校にて法学学士、法学修士の学位を取得している。2001年から2008年まで駐中華民国パラオ大使を務めた。

## 大統領として
2008年11月4日に行われたパラオ大統領選挙で、決選投票の末エリアス・シンを破り当選し、2009年1月15日に大統領に就任。
2012年の大統領選で前任のトミー・レメンゲサウに敗北。2013年1月17日に大統領を退任した。